# Работна станция
Работната станция е название, което се използва за компютърна система от типа РС – персонален компютър. Обикновено названието се използва за десктоп компютърна система (компютър в отделно тяло, монитор и периферия – мишка и клавиатура).
Работната станция обикновено е мощна за времето си компютърна конфигурация, предназначена за относително „тежки“ софтуерни продукти, като чертожни програми, триизмерна графика, видео монтаж и други. Термина се използва за разграничение от компютърни конфигурации за игри, които имат мощни видео карти и прецизни мишки, както и конфигурации за непретенциозни потребители – предимно за сърфиране в интернет или за текстообработка – известни като нетбуци за разлика от ноутбуци (лаптопи) или преносими компютри.